# Theodor Scheimpflug
Theodor Scheimpflug (Vienne, 7 octobre 1865 - 22 août 1911) est un capitaine autrichien, reconnu pour ses contributions dans le domaine de la photographie et en particulier pour sa loi éponyme la loi de Scheimpflug.

## Biographie
Theodor Scheimpflug, fils d'un directeur de banque de Vienne, est diplômé de l'académie de marine et devient officier de l'armée autrichienne.
À partir de 1902, il s'intéresse à la photographie. Il est pionnier dans la cartographie par photographies aériennes et invente une méthode pour redresser les perspectives afin de pouvoir créer des cartes à partir de ses clichés. Il dépose quelques brevets dans ce domaine.
Il est enterré dans le caveau familial à Hinterbrühl.
Il est aussi connu pour avoir énoncé la loi de Scheimpflug.